# Casabona (La Réunion)
Pour les articles homonymes, voir Casabona.
Casabona est un lieu-dit de l'île de La Réunion, département et région d'outre-mer français dans le sud-ouest de l'océan Indien. Il constitue un quartier de la commune de Saint-Pierre situé directement au nord-ouest du centre-ville. Il accueille notamment le lavoir de Casabona, un lavoir public.